# Philipp Oliver Baumgarten

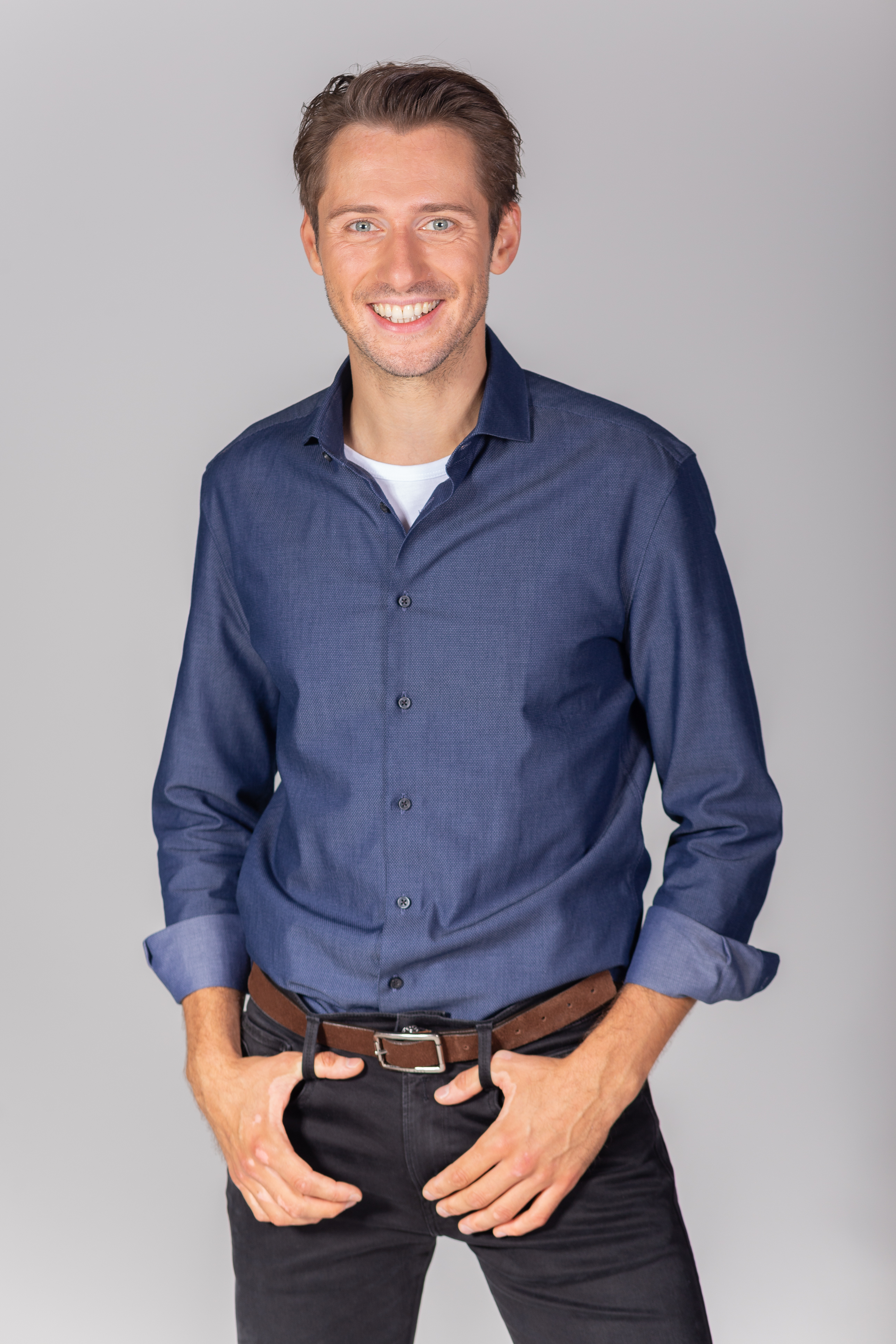
Philipp Oliver Baumgarten (2019)

Philipp Oliver Baumgarten (* 1988 in Magdeburg) ist ein deutscher Schauspieler.

## Leben
Philipp Oliver Baumgarten wuchs in Aalen (Baden-Württemberg) auf. Während der Schulzeit sammelte er erste schauspielerische Erfahrungen beim Jungen Theater Aalen.
Von 2011 bis August 2015 war er festes Ensemblemitglied am Landestheater Detmold. Er spielte dort u. a. den Sekretär Wurm in Kabale und Liebe, die Titelrolle in Herzog Theodor von Gothland, den Tod im Jedermann, Harold in Harold and Maude, die Rollen Saladin und Patriarch in Nathan der Weise und Craig in Ladies Night. 2016 und 2018 trat er, jeweils unter der Regie von Nils Düwell, bei den Oper-Air-Aufführungen der „Müritz-Saga“ in Waren (Müritz) in den Stücken Das Vermächtnis und Im Bann des Hexenjägers auf. Von April bis Juli 2017 gastierte er am Zimmertheater Heidelberg in dem Stück Blau/Orange von Joe Penhall.
Seit der Spielzeit 2018/19 ist Philipp Oliver Baumgarten festes Ensemblemitglied am Theater Neubrandenburg/Neustrelitz. Hier spielte er u. a. den Nachwuchsautor Clifford Anderson in dem Kriminalstück Die Todesfalle von Ira Levin. Anfang Oktober 2019 trat er mit dem Theatermonolog Judas von Lot Vekemans in der Neubrandenburger Johanniskirche auf.
Von Januar bis April 2017 war er in der RTL-Fernsehserie Unter uns in der Rolle des Medizinstudenten und „Nerds“ Lukas Richter zu sehen. In der 17. Staffel der ARD-Telenovela Rote Rosen, die ab Anfang September 2019 in Lüneburg gedreht und ab Oktober 2019 ausgestrahlt wurde, übernahm Baumgarten von Folge 2986 bis Folge 3200 (Oktober 2020), an der Seite von Claudia Schmutzler und Herbert Ulrich, als Koch Alexander „Alex“ Maiwald eine der drei Staffel-Hauptrollen. In der 24. Staffel der TV-Serie In aller Freundschaft (2021) übernahm Baumgarten einer der Episodenhauptrollen als Barbesitzer und Patient Raphael Kolle, der beim Junggesellinnenabschied seiner Ex-Freundin als Stripper eingesprungen und vom Tresen gestürzt ist.
Baumgarten lebt aktuell (Stand: Oktober 2019) in Neustrelitz in Mecklenburg-Vorpommern.

## Filmografie (Auswahl)
| Jahr      | Tittel                                                  | Rolle         | Info                                            |
| --------- | ------------------------------------------------------- | ------------- | ----------------------------------------------- |
| 2011      | Ladies Night                                            | Craig         | Theaterstück, Landestheater Detmold             |
| 2011      | Nathan der Weise                                        | Saladin       | Theaterstück, Landestheater Detmold             |
| 2011      | Nathan der Weise                                        | Patriarch     | Theaterstück, Landestheater Detmold             |
| 2012      | Kabale und Liebe                                        | Wurm          | Theaterstück, Landestheater Detmold             |
| 2012      | Jedermann                                               | Tod           | Theaterstück, Landestheater Detmold             |
| 2013      | Stella                                                  | Fernando      | Theaterstück, Landestheater Detmold             |
| 2013      | Harold und Maude                                        | Harold        | Theaterstück, Landestheater Detmold             |
| 2014      | Laurel und Hardy                                        | Ollie         | Theaterstück, Landestheater Detmold             |
| 2015      | Gothland                                                | Gothland      | Theaterstück, Landestheater Detmold, Hauptrolle |
| 2015      | Körner & Achtabahn – Marie P                            |               | Musikvideo                                      |
| 2016      | Das Vermächtnis                                         | Fürst Gunter  | Theaterstück, im Müritz Saga                    |
| 2017      | Blau/Orange                                             | Bruce         | Theaterstück, Zimmertheater Heidelberg          |
| 2017      | Unter uns (Fernsehserie)                                | Lukas Richter | Nebenrolle, 32 Folgen                           |
| 2018      | Im Bann des Hexenjägers                                 | Graf Bime     | Theaterstück, im Müritz Saga                    |
| 2019–2020 | Rote Rosen (Fernsehserie)                               | Alex Maiwald  | Hauptrolle, 215 Folgen                          |
| 2020      | In aller Freundschaft (Fernsehserie)                    | Raphael Kolle | Folge, 24x10                                    |
| 2023      | In aller Freundschaft – Die jungen Ärzte (Fernsehserie) | Anton Bruck   | Staffel 9                                       |